# Институт народной медицины (Бутан)
Институт народной медицины находится в Тхимпху, Бутан, на вершине холма возле Бутанского музея текстиля и Национальной библиотеки.
Оказывает медицинские услуги, обучает врачей и проводит исследования лекарственных растений для разработки новых лекарственных средств. В институте имеется библиотека, которую начали собирать в 1616 году с момента введения в Бутане тибетского буддизма. Книги и рецепты были взяты в монастырях, где учёные сохранили медицинские знания.

## История
В 1967 году король поручил департаменту здравоохранения создать систему народной медицины на благо народа Бутана и сохранения традиционной бутанской культуры. 28 июня 1968 года в Деченчолинге была открыта «местная амбулатория», в которой работали врачи, обучавшиеся в Тибете. В 1979 году она была переведена на нынешнее место в Тхимпху и переименована в Национальную местную больницу, а в 1988 году в Национальный институт народной медицины. Параллельно по всей стране открывались меньшие по размерам медицинские центры, и к 2001 году они стали доступны во всех районах Бутана. Эти центры были интегрированы в национальную систему здравоохранения и прикреплены к районным больницам. Одним из основателей института был Друнгчо Пема Дорджи.

## Здравоохранение
В институте лечат с помощью лекарств, изготовленных по народным рецептам из минералов, животных, драгоценных металлов и камней, а также растений. Как правило, во время курса лечения пациент должен воздерживаться от употребления мяса и алкоголя. Ежегодно более 40 тысяч пациентов лечатся в институте, находящемся в Тхимпху. А по всей стране в центрах народной медицины лечатся более 100 тысяч человек в год.

## Обучение и исследовательская работа
Институт готовит врачей в области народной медицины. Для получения степени бакалавра врачи учатся 5 лет, а фармацевты 3 года. К 2004 году институт подготовил 38 дипломированных выпускников, большинство из которых работают в институте.
Фармацевтический и научно-исследовательский отделы производят 103 необходимых для изготовления лекарств ингредиента и занимаются выращиванием лекарственных растений.